# Молодечненское государственное музыкальное училище им. М. К. Огинского
Молодечненский государственный музыкальный колледж им. М. К. Огинского (бел. Маладзечанскі дзяржаўны музычны каледж імя М. К. Агінскага) — среднее специальное музыкальное учебное заведение в Беларуси в городе Молодечно, Минской области. Адрес: улица Великий Гостинец, 52.
При колледже организованы симфонический и духовой оркестры, оркестры русских и белорусских народных инструментов, смешанный хор и музыкальный театр. За время работы училища подготовлено более 5500 специалистов, двое из них стали народными и пятеро — заслуженными артистами Беларуси.
На базе колледжа проходят музыкальные мероприятия.

## История

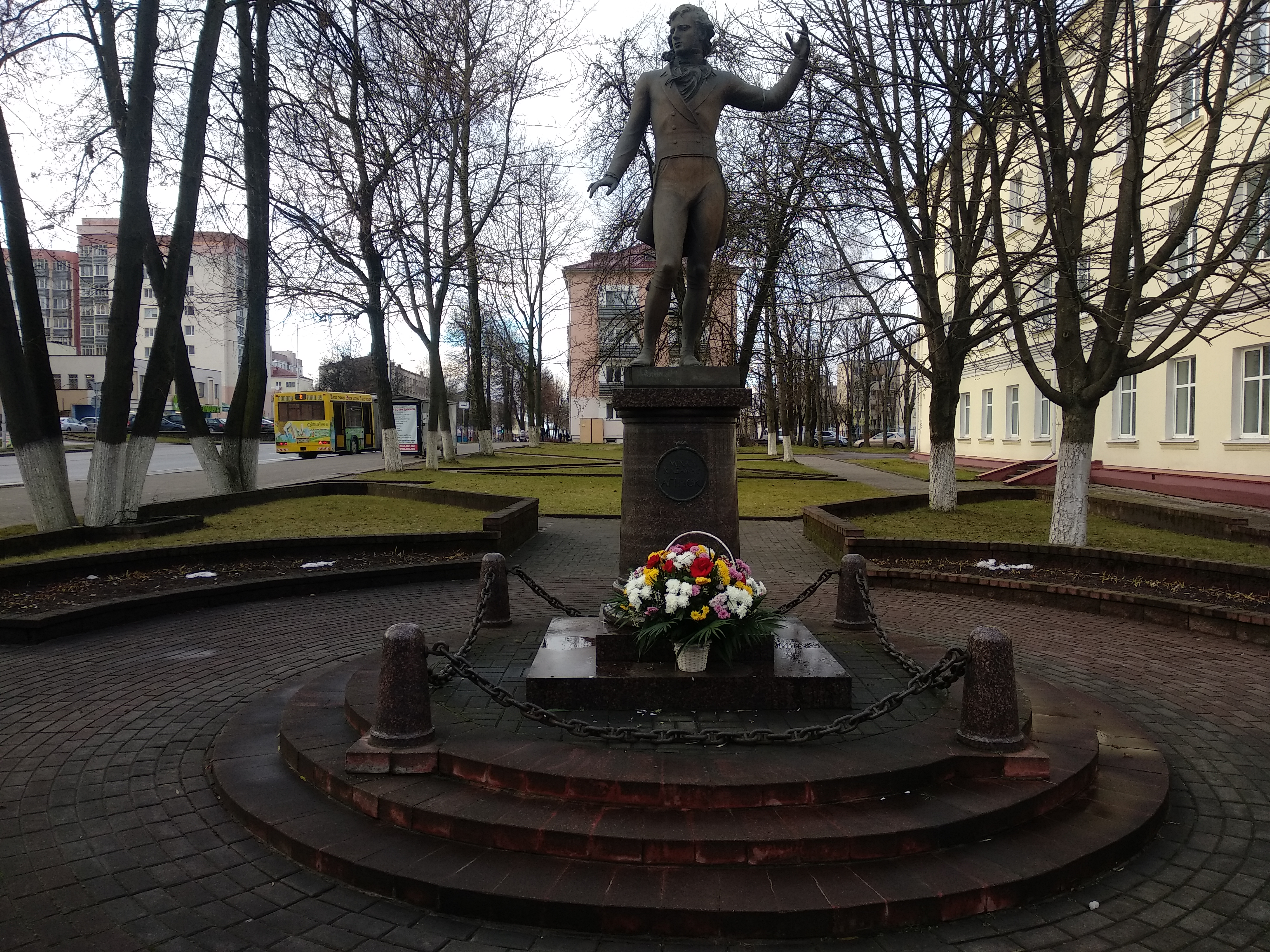
Памятник Огинскому

Создано Распоряжением Совета Министров БССР от 28 июня 1958 года по предложению Министерства культуры БССР.
Открыто 1 сентября 1958 года. Первым директором был назначен Г. М. Гришаев. В первом наборе на 1958/59 учебный год было 60 человек (30 человек за счёт уменьшения набора в республиканское культ-просвет училище имени Н. К. Крупской), для поступления требовалось начальное музыкальное образование.
Решением исполкома Молодечненского областного Совета депутатов училищу было передано здание городского института усовершенствования учителей. Быстро удалось обустроить административные помещения и четыре класса для индивидуальных занятий. Однако групповые занятия пришлось проводились в актовом зале, помещение для размещения библиотечного фонда отсутствовало, большие трудности создало отсутствия общежитие для учащихся, приехавших в город из других мест Беларуси.
Коллектив училища быстро рос и в 1959/60 учебном году составлял уже 23 преподавателя на 100 учащихся, а к 1 сентября 1960 в училище обучалось 176 человек, с которыми работали 33 преподавателя.
В начале 1960 года горисполком выделил училищу часть бывшего здания облисполкома, а 22 июня по постановлению Министерства высшего, среднего специального и профессионального образования для училища началось переоборудование здания бывшего Управления Комитета государственной безопасности Молодечненской области. В новых помещениях удалось обустроить групповые аудиторий, концертные залы (впоследствии в училище дважды выступал Святослав Рихтер), библиотеку с фондом более 4 тысяч томов. На цокольном этаже в бывших тюремных камерах было открыто 14 дополнительных классов для индивидуальных занятий. В этом же здании организовали общежитие для учащихся на 100 мест. Ещё 20 аудиторий были выделены Молодечненской городской музыкальной школе. Учебное заведение возглавил И. С. Сушкевич.
В 1961 году были открылись вечернее и заочное отделения, прием увеличился до 100 человек, штат педагогов возрос до 40 преподавателей.
В 1962 году состоялся первый выпуск — 42 молодых специалиста. В 1963 году Сушкевича сменил Л. Е. Школьников, он руководил училищем по 1970 год. В 1968 году создан симфонический оркестр училища, ныне «Заслуженный любительский коллектив Республики Беларусь»
С 1980 года училищем руководит его выпускник Григорий Семенович Сороко.
В 1997 году в училище открыли отделение декоративно-прикладного искусства.
1 сентября 2011 года музыкальное училище получило новое название УО «Молодечненский государственный музыкальный колледж им. М. К. Огинского»
В разные годы училище окончили Юрий Антонов (1963), 
Олег Елисеенков (1973), 
Анатолий Кашепаров (1965), 
Александр Тиханович (отделение духовых инструментов, заочно).
12 июля 2021 года Григорий Семенович Сороко покинул должность директора и стал преподавателем оркестрового дирижирования, а также продолжил руководить симфоническим оркестром в УО "Молодечненский государственный музыкальный колледж имени М. К. Огинского".

## Известные преподаватели
В первый педагогический коллектив вошли 8 человек: Р. М. Гришаев (баян), И. И. Буевич (фортепиано), М. Г. Елисеенков (отец известного композитора Олега Елисеенкова) и Н. В. Пукст (хоровое дирижирование), А. П. Хакин (домра), Р. А. Зябликова (пение), Л. Ц. Ярмаль (русский язык и литература, музыкальная литература), Л. М. Поздняков (общественные дисциплины).